# Stella Chesang
Stella Chesang (Namoryo, 1º dicembre 1996) è una mezzofondista, fondista di corsa in montagna e maratoneta ugandese.

## Biografia
Nata nel distretto di Kween, Chesang ha disputato le prime gare internazionali a partire dal 2011. Oltre alla partecipazione ai Mondiali di cross, dopo aver vinto una medaglia di bronzo nel 2015 ai Campionati africani juniores in Etiopia, Chesang ha preso parte al team ugandese ai Giochi olimpici di Rio de Janeiro 2016, gareggiando nella batteria dei 5000 metri piani.
Nel 2018 ha centrato un traguardo storico per il proprio paese, vincendo una medaglia d'oro ai Giochi del Commonwealth in Australia nei 10000 metri piani. Medaglia che l'ha vista essere premiata in patria con il regalo di un'automobile in segno di riconoscimento da parte del presidente dell'Uganda Yoweri Museveni.

## Palmarès
| Anno | Manifestazione                | Sede           | Evento         | Risultato | Prestazione | Note                                     |
| ---- | ----------------------------- | -------------- | -------------- | --------- | ----------- | ---------------------------------------- |
| 2011 | Mondiali di cross             | Punta Umbría   | Corsa U20      | 39ª       | 21'16"      |                                          |
| 2013 | Mondiali di cross             | Bydgoszcz      | Corsa U20      | 14ª       | 19'09"      |                                          |
| 2013 | Mondiali U18                  | Donec'k        | 3000 m piani   | 4ª        | 9'11"03     |                                          |
| 2014 | Mondiali U20                  | Eugene         | 5000 m piani   | 4ª        | 15'53"85    |                                          |
| 2014 | Campionati africani           | Marrakech      | 5000 m piani   | dnf       | dnf         |                                          |
| 2015 | Campionati africani U20       | Addis Abeba    | 5000 m piani   | Bronzo    | 17:04.91    |                                          |
| 2015 | Mondiali di cross             | Guiyang        | Corsa U20      | 11ª       | 20'37"      |                                          |
| 2015 | Mondiali di corsa in montagna | Betws-y-Coed   | Individuale    | Oro       | 37'52"      | [ 5 ]                                    |
| 2016 | Giochi olimpici               | Rio de Janeiro | 5000 m piani   | Batteria  | 15'49"80    |                                          |
| 2017 | Mondiali di cross             | Kampala        | Corsa seniores | 18ª       | 34'27"      |                                          |
| 2017 | Mondiali                      | Londra         | 5000 m piani   | Batteria  | 15'23"02    |                                          |
| 2018 | Giochi del Commonwealth       | Gold Coast     | 10000 m piani  | Oro       | 31'45"30    |                                          |
| 2018 | Campionati africani           | Asaba          | 10000 m piani  | 4ª        | 32'29"54    |                                          |
| 2019 | Mondiali di cross             | Aarhus         | Corsa seniores | 21ª       | 38'14"      |                                          |
| 2019 | Giochi panafricani            | Rabat          | 5000 m piani   | 7ª        | 15'49"87    |                                          |
| 2019 | Mondiali                      | Doha           | 10000 m piani  | 16ª       | 32'15"20    |                                          |
| 2022 | Mondiali                      | Eugene         | 10000 m piani  | 14ª       | 31'01"04    | Record nazionale                         |
| 2022 | Giochi del Commonwealth       | Birmingham     | 5000 m piani   | 9ª        | 15'19"01    | Miglior prestazione personale stagionale |
| 2022 | Giochi del Commonwealth       | Birmingham     | 10000 m piani  | 4ª        | 31'14"14    |                                          |
| 2023 | Mondiali di cross             | Bathurst       | Corsa seniores | 10ª       | 34'58"      |                                          |
| 2023 | Mondiali di cross             | Bathurst       | A squadre      | Bronzo    | 41 p.       |                                          |
| 2023 | Mondiali                      | Budapest       | 10000 m piani  | 16ª       | 32'38"90    | Miglior prestazione personale stagionale |
| 2024 | Giochi olimpici               | Parigi         | Maratona       | 8ª        | 2h26'01"    |                                          |

## Altre competizioni internazionali
2018
- Bronzo alla Zevenheuvelenloop ( Nimega), 15 km - 47'19"

2022
- Bronzo alla Mezza maratona di Delhi ( Nuova Delhi) - 1h08'11"
- Bronzo alla Zevenheuvelenloop ( Nimega), 15 km - 47'37"
- Oro alla ABSA Run Your City ( Città del Capo), 10 km - 30'40"

2023
- Bronzo alla Maratona di Amburgo ( Amburgo) - 2h20'23"
- Argento alla Mezza maratona di Delhi ( Nuova Delhi) - 1h08'28"
- Bronzo alla Zevenheuvelenloop ( Nimega), 15 km - 48'02"
- 9ª alla 10K Valencia Ibercaja ( Valencia) - 31'33"

2024
- Argento alla Maratona di Valencia ( Valencia) - 2h18'36"

2025
- 6ª alla Maratona di Londra ( Londra) - 2h22'42"